# Isonychus angosturanus
Isonychus angosturanus är en skalbaggsart som beskrevs av Moser 1924. Isonychus angosturanus ingår i släktet Isonychus och familjen Melolonthidae. Inga underarter finns listade i Catalogue of Life.